# Anomala nutans
Anomala nutans är en skalbaggsart som beskrevs av Bates 1888. Anomala nutans ingår i släktet Anomala och familjen Rutelidae. Inga underarter finns listade i Catalogue of Life.